# Franz Xaver Told
Franz Xaver Told, à partir de 1840 Told von Doldenburg, (né le 13 décembre 1792 à Vienne, mort le 14 avril 1849 dans la même ville) est un dramaturge et poète autrichien.

## Biographie
Après des études à Innsbruck, Franz Xaver Told rejoint l'armée autrichienne en 1809 et devient capitaine. En raison de ses mérites militaires, il est élevé à la noblesse systématique avec le titre de Doldenburg (également écrit par Toldenburg) quand il prend sa retraite en 1840. 
Déjà pendant son service et par la suite, il écrit un très grand nombre de nouvelles ainsi que des pièces de théâtre pour les Wiener Vorstadttheater, principalement pour le Theater in der Josefstadt. Told produit des pièces de théâtre en succession rapide, dont la plupart sont plutôt sans valeur en termes littéraires et uniquement destinées aux besoins quotidiens de la scène. Ses innombrables nouvelles, imprimées dans des journaux largement lus, sont en partie des œuvres historiques émouvantes, des histoires de famille et humoristiques. Ses œuvres pour la scène sont très populaires, le public aime s'y rendre principalement à cause du paysage luxuriant. La pièce Zauberschleier , présentée en 1842, connaît environ 600 représentations en raison de la grande décoration changeante pour un vol du ciel à la terre. Ses parodies de nombreuses pièces de théâtre, opéras et opérettes joués à Vienne, qui sont en accord avec le goût de l'époque, sont également très populaires.
Lorsque le danseur parisien Jules Perrot présente le ballet Der Kobold, qu'il chorégraphie, au Theater am Kärntnertor le 3 mars 1838, Told écrit une parodie du même nom, créée le 17 avril au théâtre de Leopoldstadt. Deux jours après, Johann Nestroy présente une pièce parodique au Theater an der Wien. Une troisième œuvre inspirée est donnée par Josef Kilian Schickh en septembre 1838.
En raison de son style de vie somptueux, cependant, il tombe de plus en plus dans la pauvreté et meurt paralysé d'un côté et oublié du public à 57 ans dans l'Invalidenhaus de Vienne-Landstrasse.

## Œuvres
Pièces de théâtre
- Der Ritt um den Kynast, 1818, d'après la ballade Der Kynast de Theodor Körners
- Die beiden Krieger, 1824, d'après Les deux sergents de Théodore Baudouin d'Aubigny
- Johanna Dalk oder die Jungfrau von Oberlans, 1821, parodie de La Pucelle d'Orléans de Friedrich von Schiller
- Das Leben ein Rausch, 1822
- Capriciosa, 1823, d'après Der Barometermacher auf der Zauberinsel de Ferdinand Raimund
- Jupiter in Wien, 1825, parodie de l'opérette Orphée aux Enfers de Jacques Offenbach
- Alpenkönig und Menschenfeind, 1829, une version pantomime de Der Alpenkönig und der Menschenfeind de Ferdinand Raimund
- Nicht küssen und nicht tanzen, 1829, une anticipation des scènes finales de Lumpazivagabundus de Nestroy
- Domi, der brasilianische Affe, 1831, une pièce représentant des animaux
- Der Zaubermund, 1832, adaptation libre de Der Diamant des Geisterkönigs de Ferdinand Raimund
- Betteleien in Linz, Foppereien in Nußdorf, Neckereien in Wien, 1837
- Der Kobold, 1838
- Frauen im Serail, 1840
- Wastl oder die böhmischen Amazonen, 1841, variation de Frauen im Serail
- Der Pfeilschuß in Lerchenfeld, die Hochzeit am Neubau und das Testament in der Josephstadt, 1841
- Ein Glas Punsch, 1841, d'après un livret d'Eugène Scribe

Livrets d'opéra
- Dank und Undank, 1823, pour Franz Gläser
- Der Erlenkönig, 1824, pour Franz Gläser
- Traumleben oder Zufriedenheit, die Quelle des Glückes, 1835, pour Conradin Kreutzer
- Der Zauberschleier, 1842, für Anton Emil Titl, d'après Eugène Scribe
- Ein Morgen, ein Mittag und ein Abend in Wien, 1844, pour Franz von Suppé

## Source de la traduction
- (de) Cet article est partiellement ou en totalité issu de l’article de Wikipédia en allemand intitulé « Franz Xaver Told » (voir la liste des auteurs).

1. ↑  (de) Karl Goedeke, Grundriss zur Geschichte der deutschen Dichtung aus den Quellen, vol. 3, Ehlermann (lire en ligne), p. 582